# 黒部峡谷鉄道
- 本社
- オレンジ色のトロッコ電車のイラストのシンボルマーク

黒部峡谷鉄道株式会社（くろべきょうこくてつどう、英語: THE KUROBE GORGE RAILWAY CO., LTD.）は、富山県黒部市に本社を置く鉄道会社である。同市の黒部峡谷沿いを走る黒部峡谷鉄道本線を運営する。略称は、黒鉄（くろてつ）。

## 概要
元々は日本電力、日本発送電による黒部川電源開発のための資材運搬用鉄道であり、旅客は便宜的に扱っていたが、この鉄道を継承した関西電力（関電）が1953年（昭和28年）から一般旅客営業を開始した。1971年（昭和46年）5月4日に関西電力の完全子会社として、黒部峡谷鉄道が設立され、同年7月1日に関西電力からこの鉄道の地方鉄道事業を譲り受けて発足した。
軌間762 mmの特殊狭軌による鉄道路線で、トロッコ列車（公式愛称は「トロッコ電車」）を運行している。この軌間で現在運行されている日本国内の鉄道は、当路線と四日市あすなろう鉄道内部線・八王子線、三岐鉄道北勢線のみである。
鉄道事業のほか、宇奈月駅や欅平駅などで売店やレストラン、駐車場を経営している。
社紋は緑色の関西電力社紋の中心に黒色のレール断面を組み合わせたデザインである。このほかオレンジ色のトロッコ電車のイラストに、緑色の文字で「No.1 V-Shaped Gorge in Japan」と、黒い文字で「黒部峡谷トロッコ電車」と書かれたロゴマークがある。

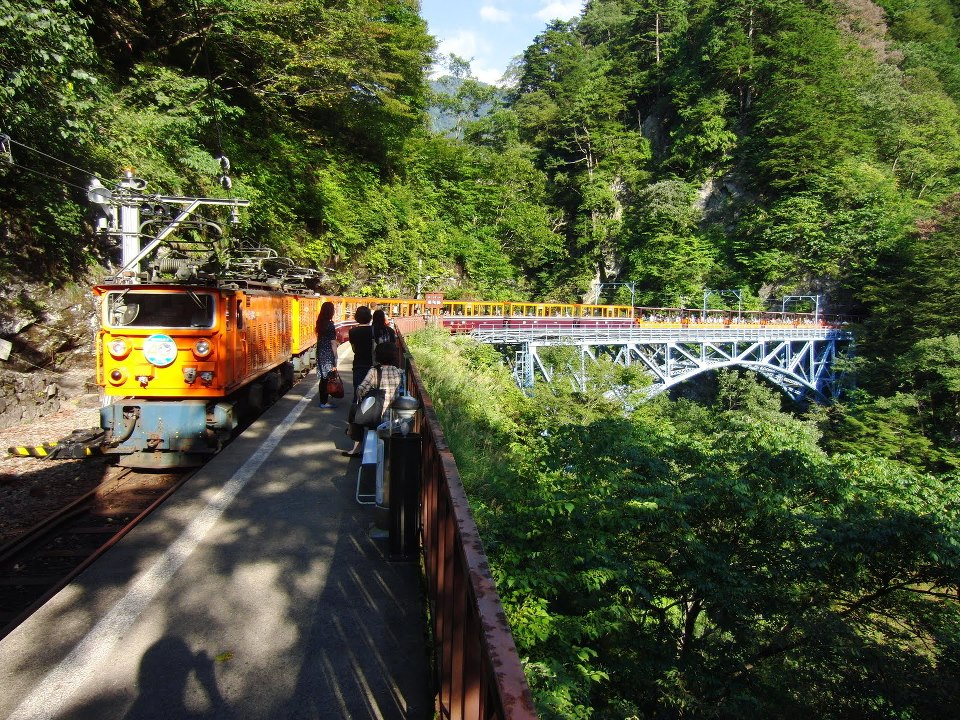
トロッコ電車
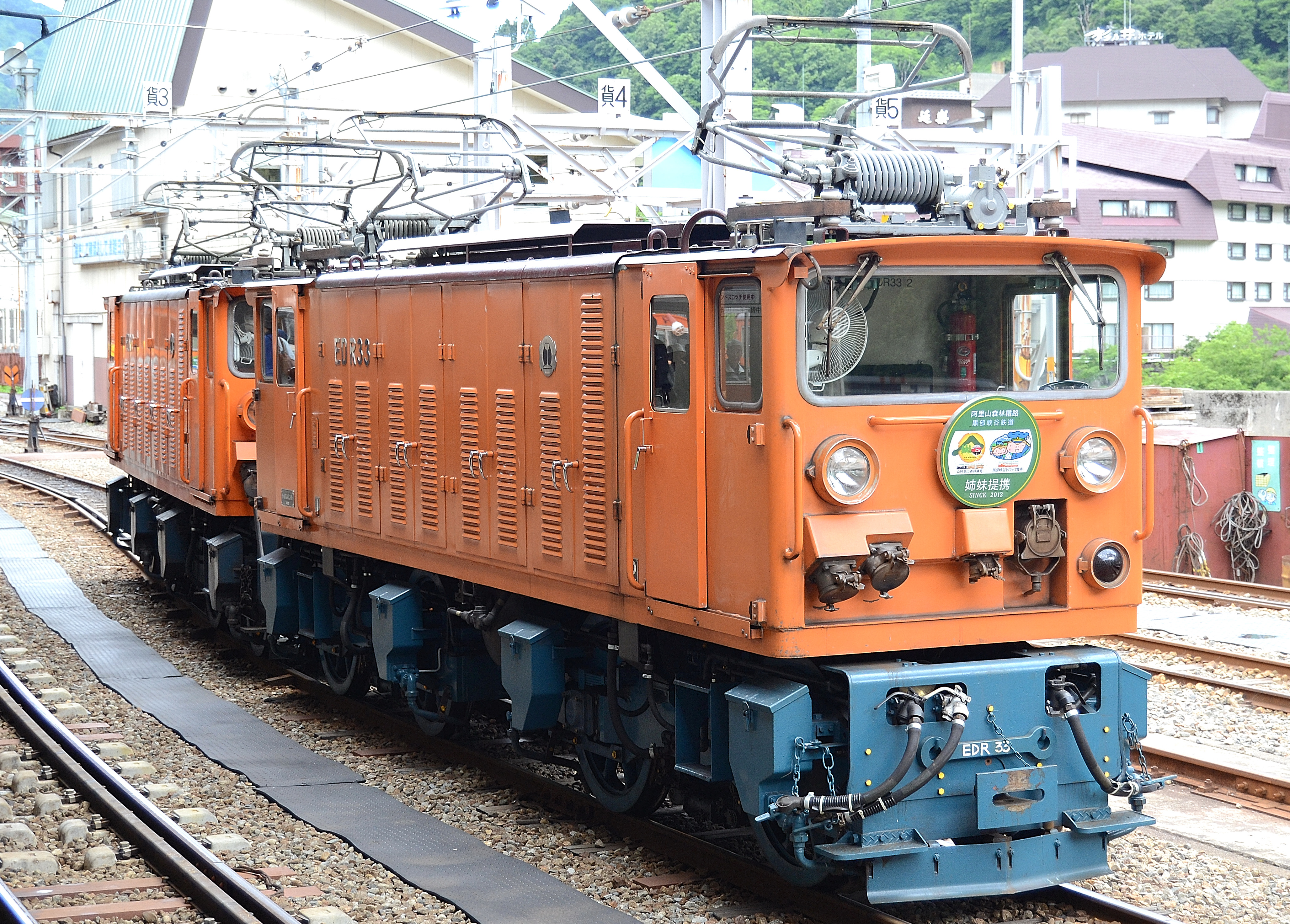
機関車は2両連結され、重連で運用される
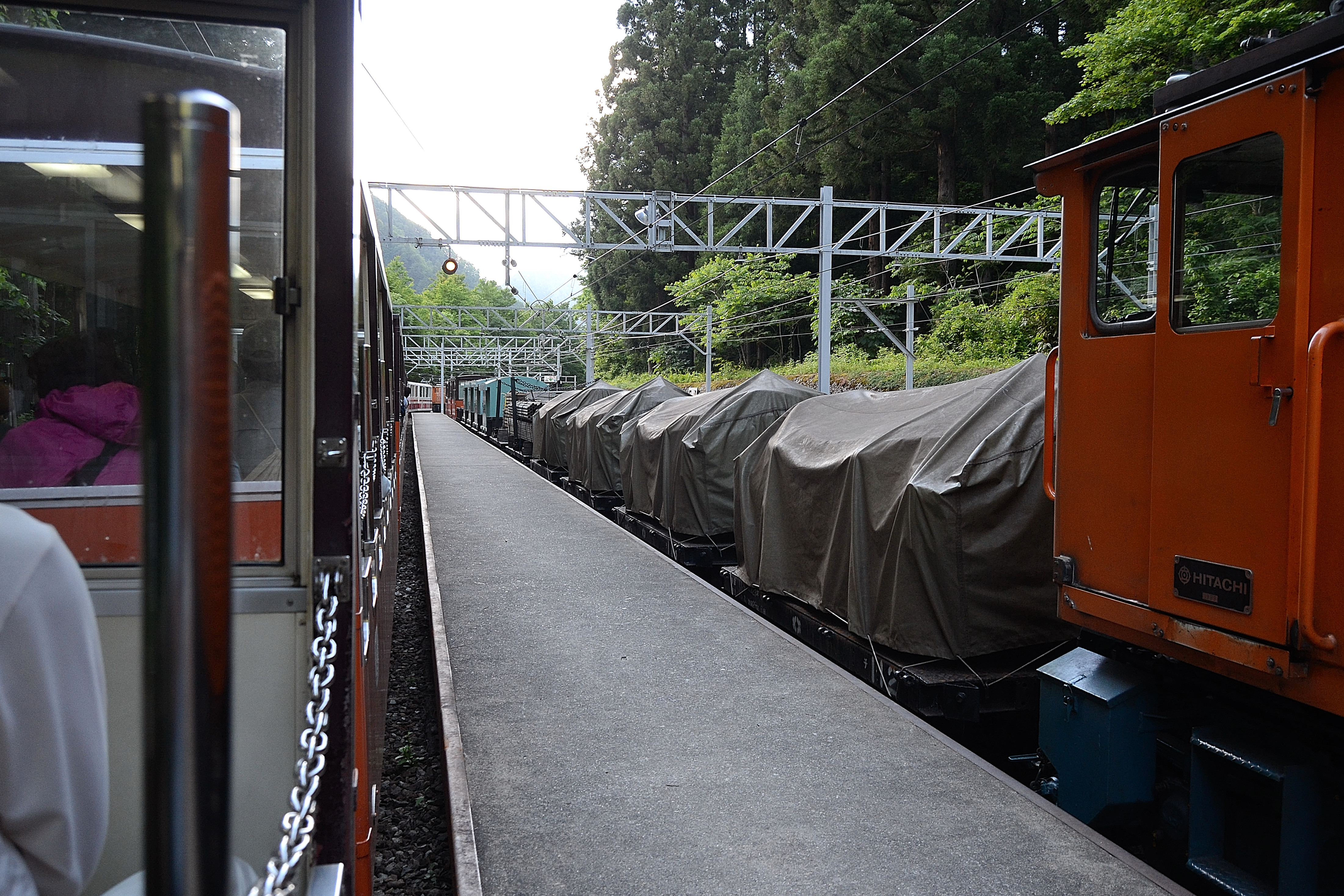
出平駅において交換を行う旅客列車と資材運搬・工事関係者専用の列車

## 沿革
- 1923年（大正12年）：日本電力が発電所建設のための資材運搬用の専用鉄道として、宇奈月 - 猫又間 (11.8 km) の軌道敷設工事に着手。路線は、元は主に黒薙温泉などに通じる林道であった。
- 1926年（大正15年）10月23日：宇奈月 - 猫又間の運転を開始[5]。
- 1929年（昭和4年）12月26日：猫又 - 小屋平間の運転を開始[5][注釈 1]。
- 1931年（昭和6年）7月30日：小屋平 - 小黒部間の運転を開始[5][注釈 2]。
- 1937年（昭和12年）6月30日：小黒部 - 欅平間の運転を開始[5][注釈 3]。
- 1941年（昭和16年）
  - 1月23日：欅平 - 欅谷間の上部軌道開通[5]。
  - 9月3日：欅谷 - 仙人谷間の上部軌道開通[5]。
  - 10月1日：日本電力が日本発送電に発送電設備などを現物出資し、宇奈月 - 欅平間、欅平 - 仙人谷間の専用鉄道を譲渡。
- 1951年（昭和26年）5月1日：日本発送電が関西電力に発送電設備のほか、宇奈月 - 欅平間、欅平 - 仙人谷間の専用鉄道を譲渡。
- 1953年（昭和28年）
  - 11月5日：関西電力が宇奈月 - 欅平間について地方鉄道法の免許取得。
  - 11月16日：関西電力が宇奈月 - 欅平間を黒部鉄道として営業開始。
- 1971年（昭和46年）
  - 5月4日：関西電力が鉄道専業の子会社として黒部峡谷鉄道を設立。
  - 7月1日：黒部峡谷鉄道が関西電力から宇奈月駅 - 欅平駅間を譲り受け営業開始。
- 1981年（昭和56年）12月：宇奈月ダム建設に伴う新ルートへの付替え工事に着手[6]。
- 1988年（昭和63年）4月29日：宇奈月ダム建設に伴い、宇奈月 - 柳橋間約1.8 kmの区間を新山彦橋を通る現在のルートに変更[7]。
- 2011年（平成23年）5月1日：3100形客車を導入。
- 2013年（平成25年）4月：台湾の阿里山森林鉄路と姉妹提携[8]。
- 2019年（令和元年）6月1日：3100形客車のレトロ車両を導入。
- 2024年（令和6年）
  - 1月1日：この日発生した能登半島地震により、猫又 - 鐘釣間にある鐘釣橋が落石を受け損傷したため、この年の営業は宇奈月 - 猫又間の部分運行となる[9][10]。これに伴い、6月30日に予定されていた「黒部宇奈月キャニオンルート」の一般開放も延期となった[10]。
  - 9月22日：大雨の影響により、出平 - 猫又間のトンネル内に土砂が流れ込み、全区間で終日運休[11]。トンネル手前で立ち往生したトロッコ電車の乗客約60人が一時取り残されたが、けが人や体調不良者は出なかった[11]。

## 路線
- 本線 宇奈月駅 - 欅平駅 20.1 km

関西電力黒部専用鉄道（上部軌道）とは欅平駅で繋がっているほか、黒薙駅で分岐する支線がある。上部軌道は関西電力や工事関係者のための鉄道であり、原則として一般の乗客は乗車できないが、2023年までは、毎年春から夏にかけて募集のある「黒部ルート見学会」に応募して当選すれば乗車可能であった。2024年度からは上部軌道を含む黒部ルートが「黒部宇奈月キャニオンルート」として旅行商品化（一般開放）される予定であったが、2024年1月の能登半島地震により本線が被災したため延期となっている。

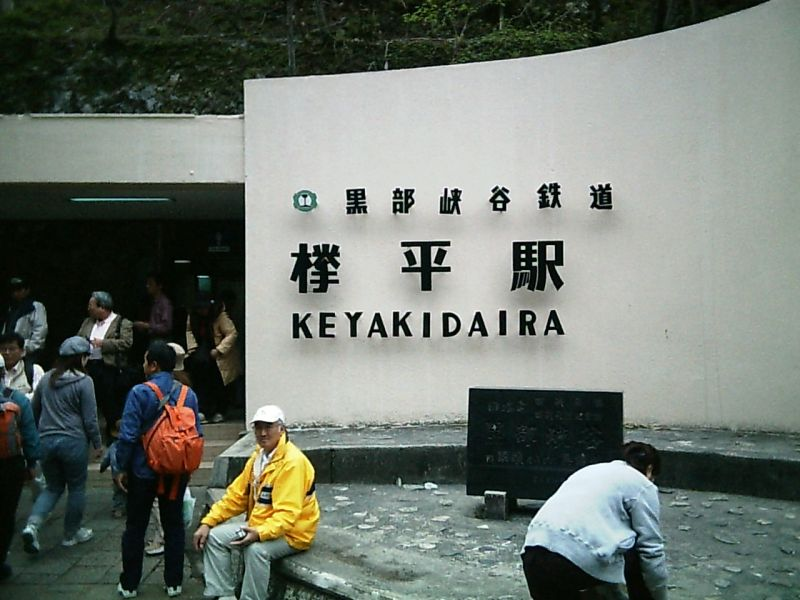
連休でにぎわう欅平駅
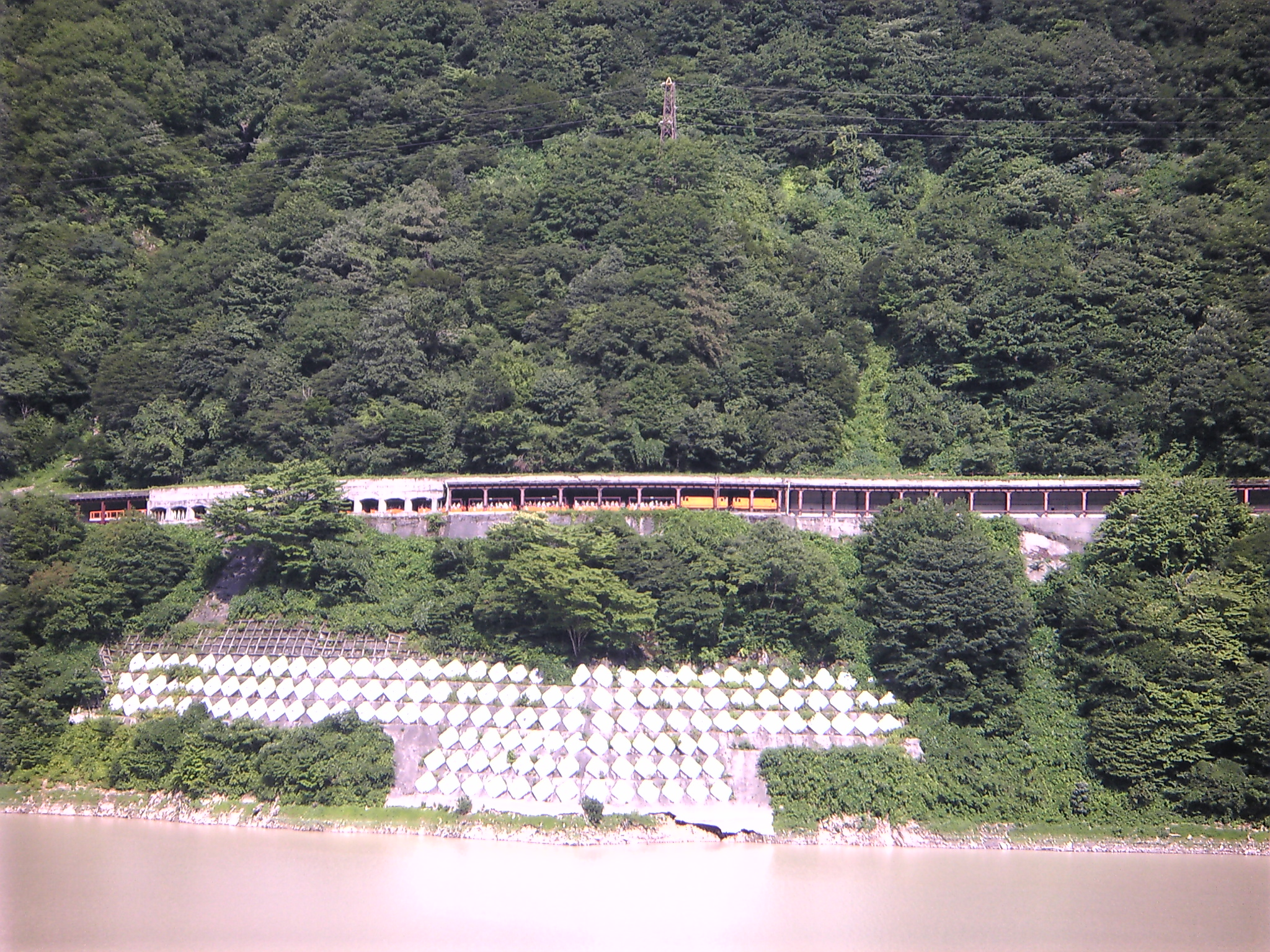
宇奈月湖に沿って走る黒部峡谷鉄道
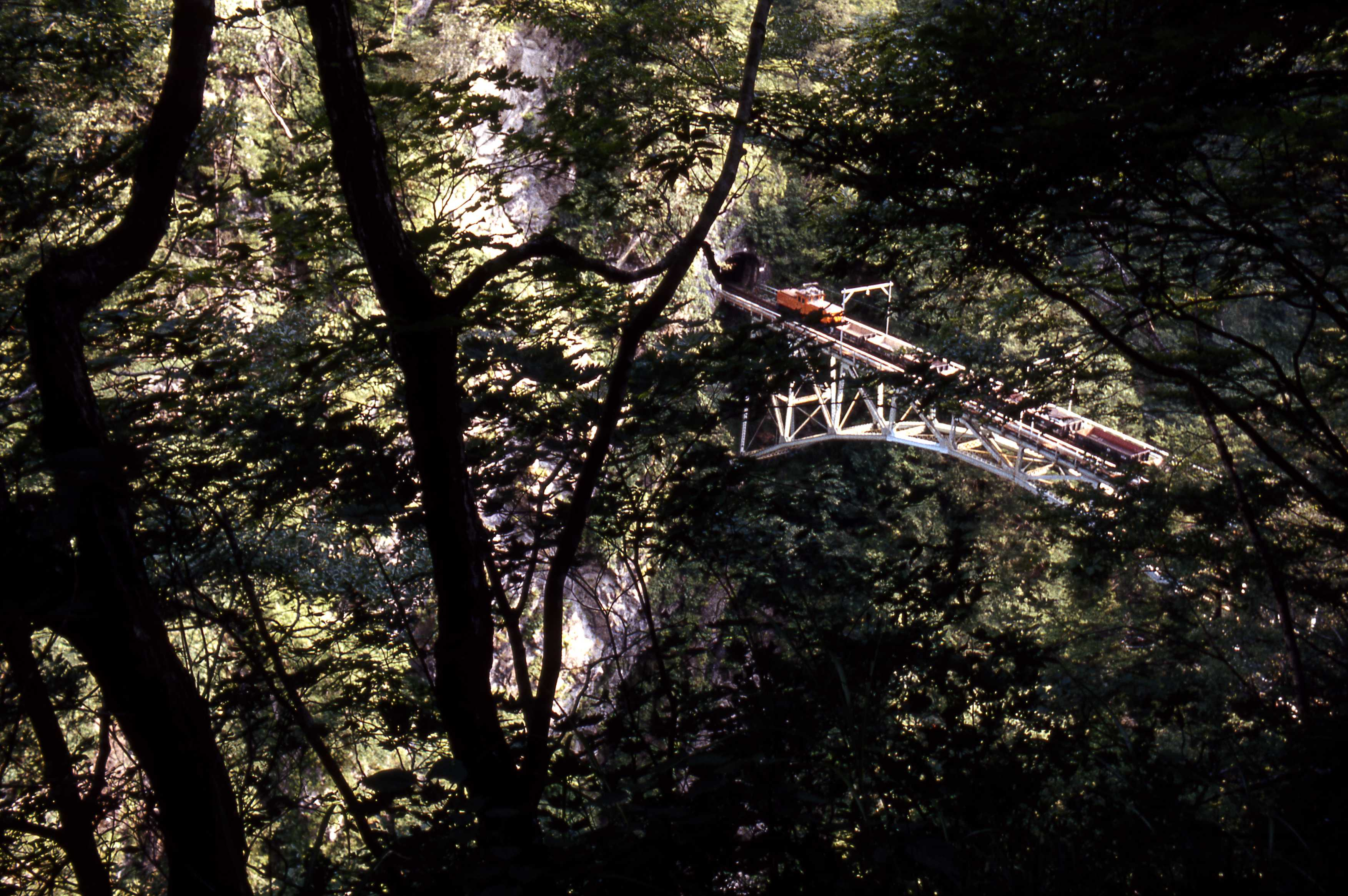
黒薙付近
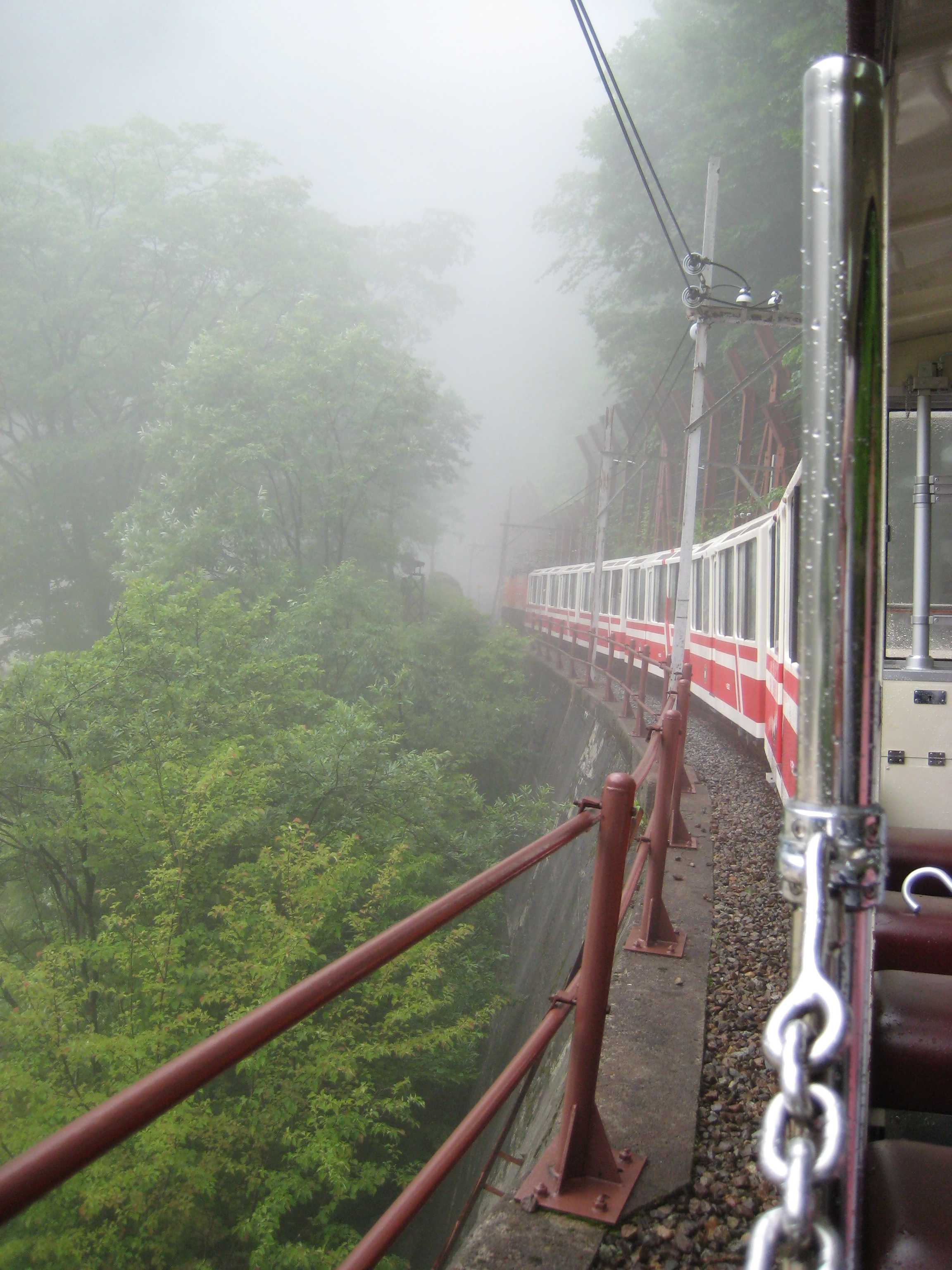
霧の中を走る黒部峡谷鉄道

## 運賃・料金
大人普通旅客運賃（小児半額）。2024年4月1日改定。
| 距離    | 普通運賃（円） | 定期運賃（円） |
| ------- | -------------- | -------------- |
| - 2 km  | 230            | 8,400          |
| - 3 km  | 350            | 8,400          |
| - 4 km  | 460            | 11,040         |
| - 5 km  | 590            | 14,160         |
| - 6 km  | 700            | 16,800         |
| - 7 km  | 830            | 19,920         |
| - 8 km  | 950            | 25,920         |
| - 9 km  | 1,080          | 28,320         |
| - 10 km | 1,180          | 30,960         |
| - 11 km | 1,290          | 33,640         |
| - 12 km | 1,410          | 36,720         |
| - 13 km | 1,530          | 39,600         |
| - 14 km | 1,650          | 42,720         |
| - 15 km | 1,780          | 45,360         |
| - 16 km | 1,890          | 48,000         |
| - 17 km | 2,000          | 51,360         |
| - 18 km | 2,140          | 54,000         |
| - 19 km | 2,250          | 56,400         |
| - 20 km | 2,350          | 56,400         |
| - 21 km | 2,480          | 59,520         |

| 830   | 黒薙・笹平 |      |      |      |
| 1,410 | 700        | 猫又 |      |      |
| 1,780 | 950        | -    | 鐘釣 |      |
| 2,480 | 1,650      | -    | 700  | 欅平 |

- 上表の駅間（笹平駅発着除く）の乗車券が一般発売されている。関電関係者専用駅については、国土交通省への届出運賃は設定されているが、一般乗客に乗車券の販売はされない。笹平駅での折り返し運行時は、宇奈月駅 - 笹平駅間 (7 km) の運賃と同額の500 m手前の黒薙駅までの運賃を適用。猫又駅発着の乗車券は宇奈月駅 - 欅平駅間全区間運行時は一般発売されない。

リラックス車両券
600円（大人・小児とも同額）
- リラックス客車利用時に必要。バリアフリー対応設備は13号車のこの車両に設置されているため、車椅子で乗車時はこの料金が必要となる。全列車にバリアフリー設備が設置されているわけではなく席数も限られているので原則として事前予約が必要。
- 以前はパノラマ客車（630円）と特別客車（370円）があったが、運用離脱や関電関係者用に使用のため、2022年現在はリラックス客車に統一されている。

障害者割引
本人・介護者の運賃が半額。介助者は介護能力のある者に限られる。リラックス車両は割引対象外。
貨物運賃
1区間1 tにつき、3,800円
小荷物運賃
貸切扱1 tにつき、14,850円
定期券
通勤や通学などの区分はないが、他の事業者と比較する際は便宜上「通勤定期」として扱われている。平均割引率は59.6 %で、通勤定期としては国内最高割引率である。関電関係者以外では沿線に数軒ある宿泊施設の従業員のほか、毎日のように観光案内をするガイドや添乗員に需要がある。

## 車両

### 電気機関車

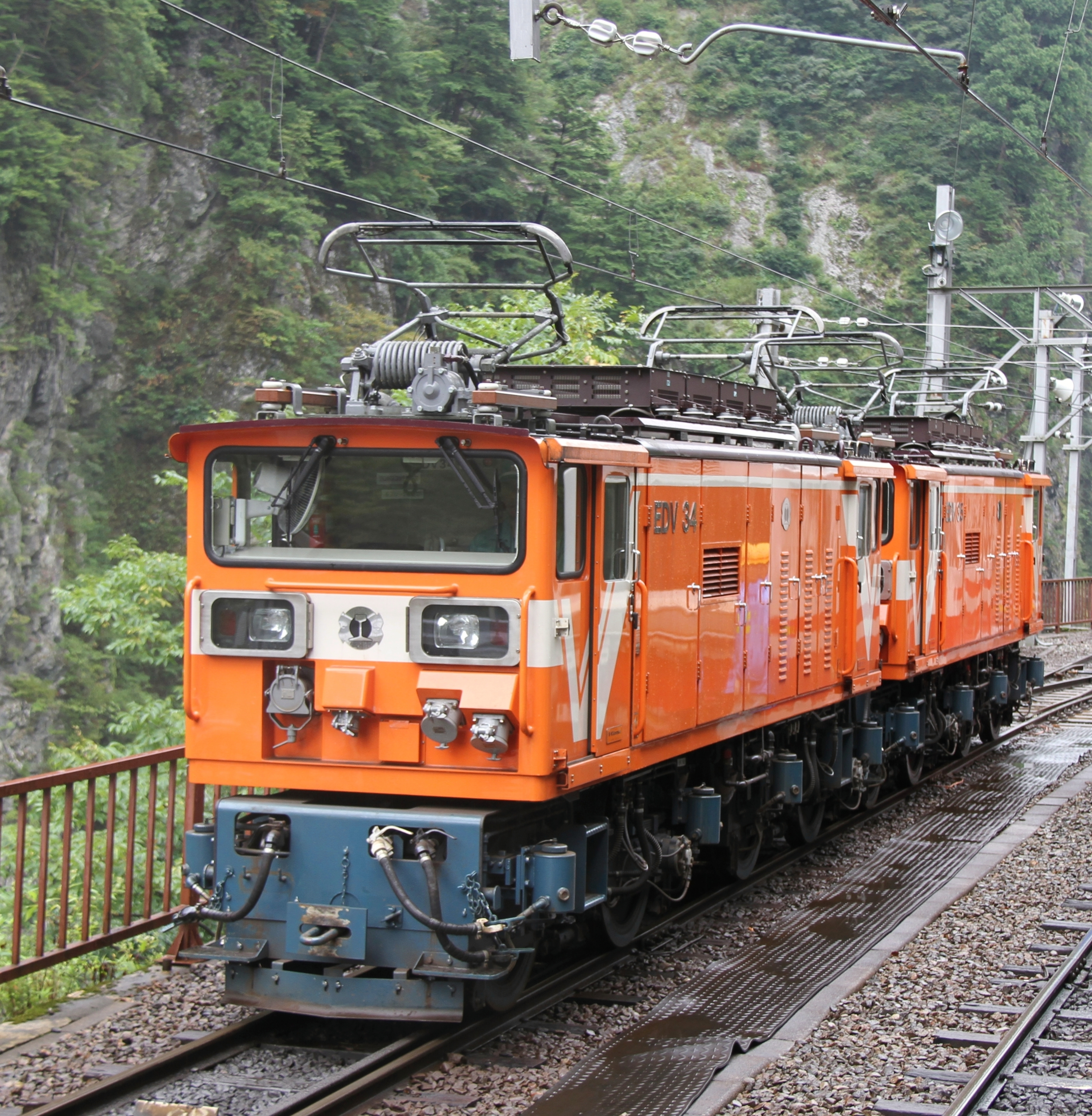
EDV34

#### 現用車両
- ED形 (10)
- EDS形 (13)
- EDM形 (22, 23, 30 - 32)
- EDR形 (17 - 21, 24 - 29, 33)
- EDV形 (34 - 37)
- EHR形 (101, 102)

#### 過去の車両
- EB形 (1 - 3, 5 - 7, 12)
  - 1925年から運用されていた機関車である。凸形機だったEB3以外はL字型の車体で、登場当初は集電用のトロリーポールを人力で操作して運転していた。1984年に廃形式。EB5は登場当初の姿に復元の上、宇奈月駅前の黒部川電気記念館の正面入口前に保存されている。

### 蓄電池機関車

#### 現用車両
- BB形 (1, 2)
  - 1937年製造。凸型の車体を持ち、登場以来ほとんどそのままの姿で使用されている。主に春の営業開始前の線路敷設の際に使用される。使用中止となった3号機は宮野運動公園で保存されている。

### ディーゼル機関車

#### 現用車両
- DD形 (24, 25)

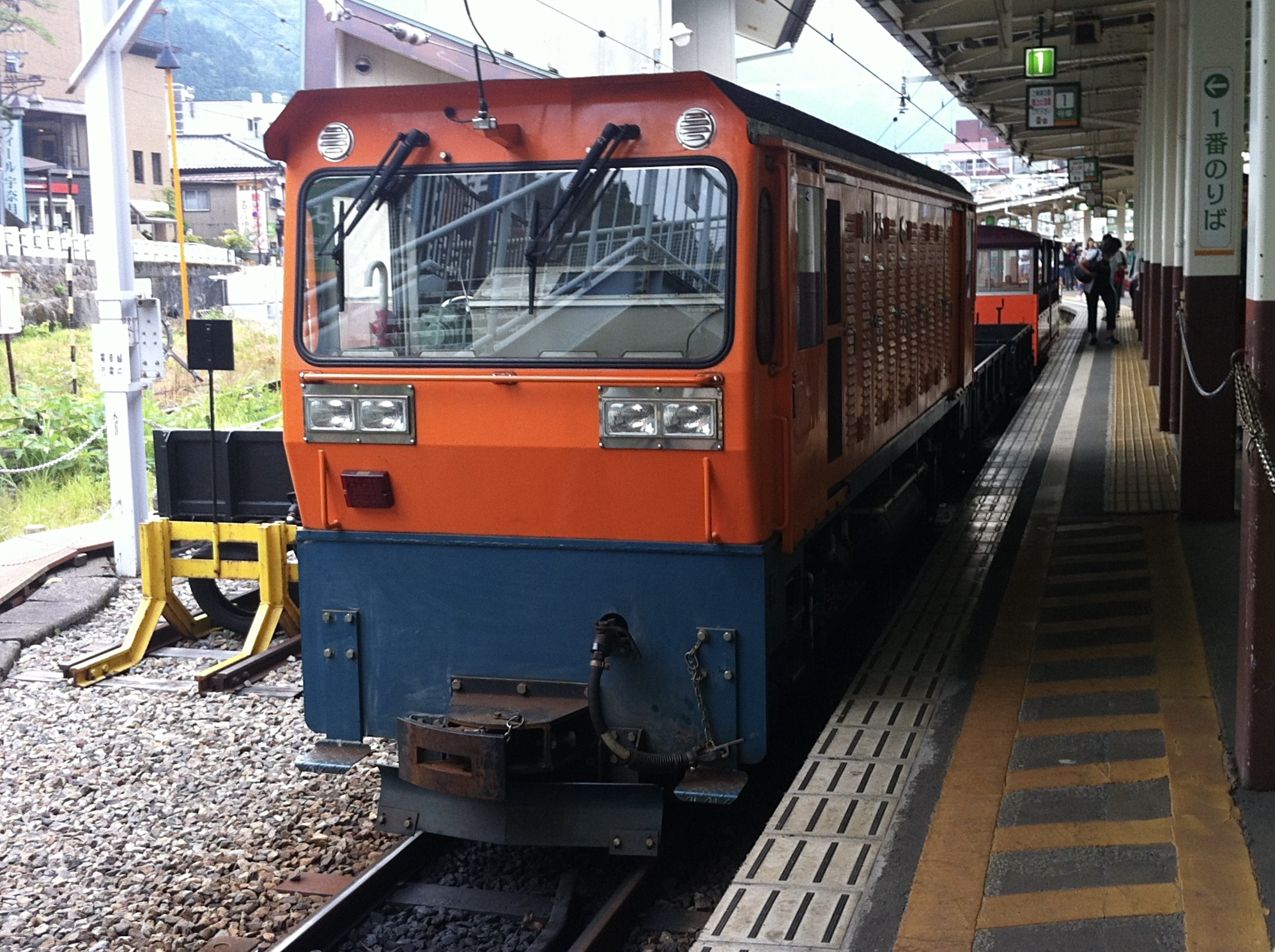
DD25

  - 箱型（台形）の車体を持つ。最初に酒井工作所製の21が存在したが1979年に廃車され、同年に22が、1985年に23がそれぞれ協三工業で製造された。23は転落事故で大破したため2000年5月に廃車となり、代替として24が翌2001年に日本除雪機製作所で製造された。25は22を置き換えるため、2012年に再び協三工業で製造された[18]。主に冬季、営業終了時の設備撤去の際に使用されるが、営業期間中には黒薙駅から分岐する関西電力黒部専用鉄道の黒薙支線（非電化）への資材運搬用として走ることがある。
  - 諸元[19]
    - 全長：7,780 mm
    - 全幅：1,650 mm
    - 全高：2,436 mm
    - 重量：15.5 t
    - 定格出力：240 PS
    - 定格速度：16.0 km/h

#### 過去の車両
- DB形 (11)
  - 1958年製造。動軸2本の「DB」である。除雪車でもあり、除雪用ロータリーヘッドには従輪を別途持っていた。1985年廃車。

### 客車

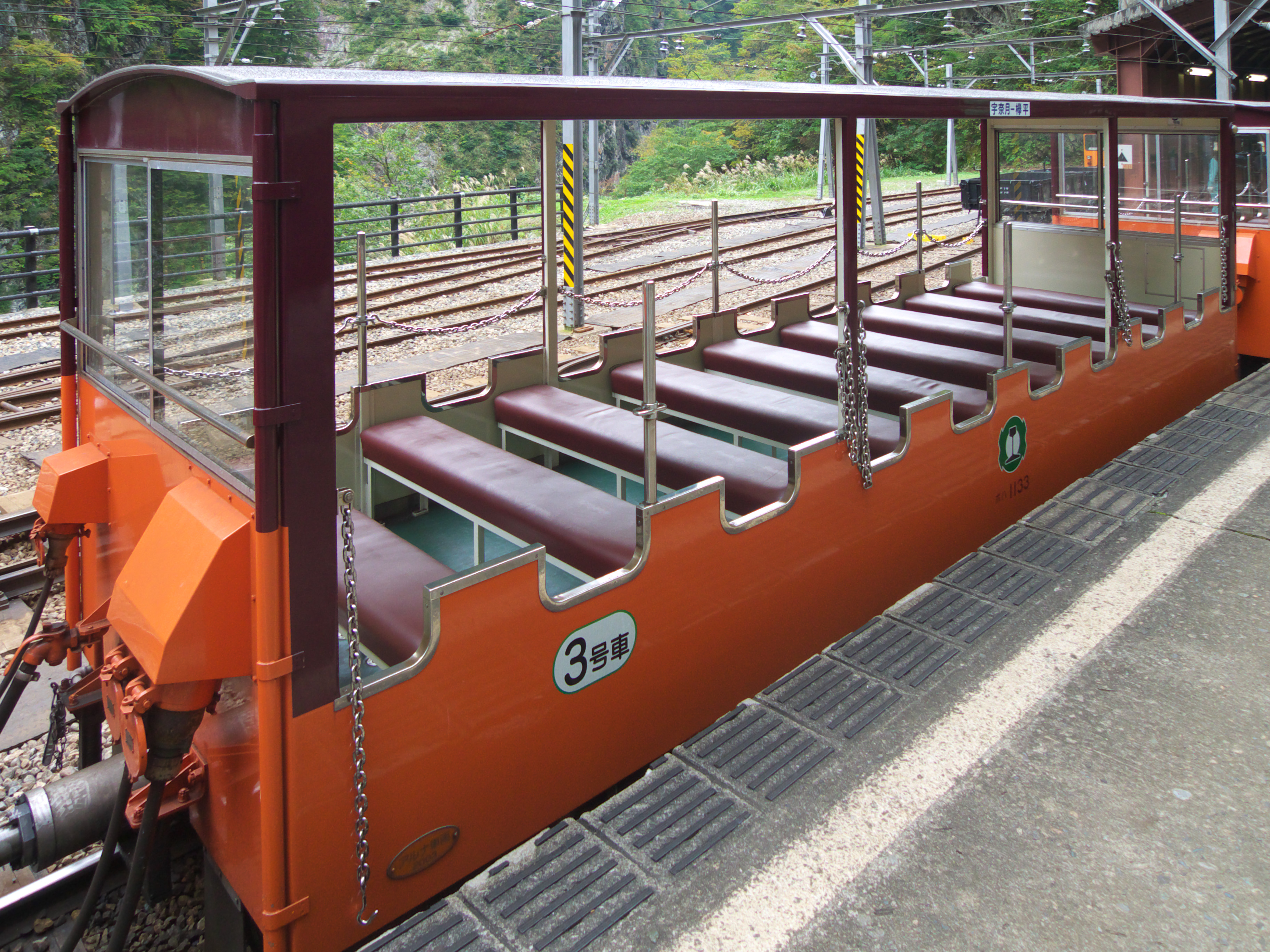
1000形

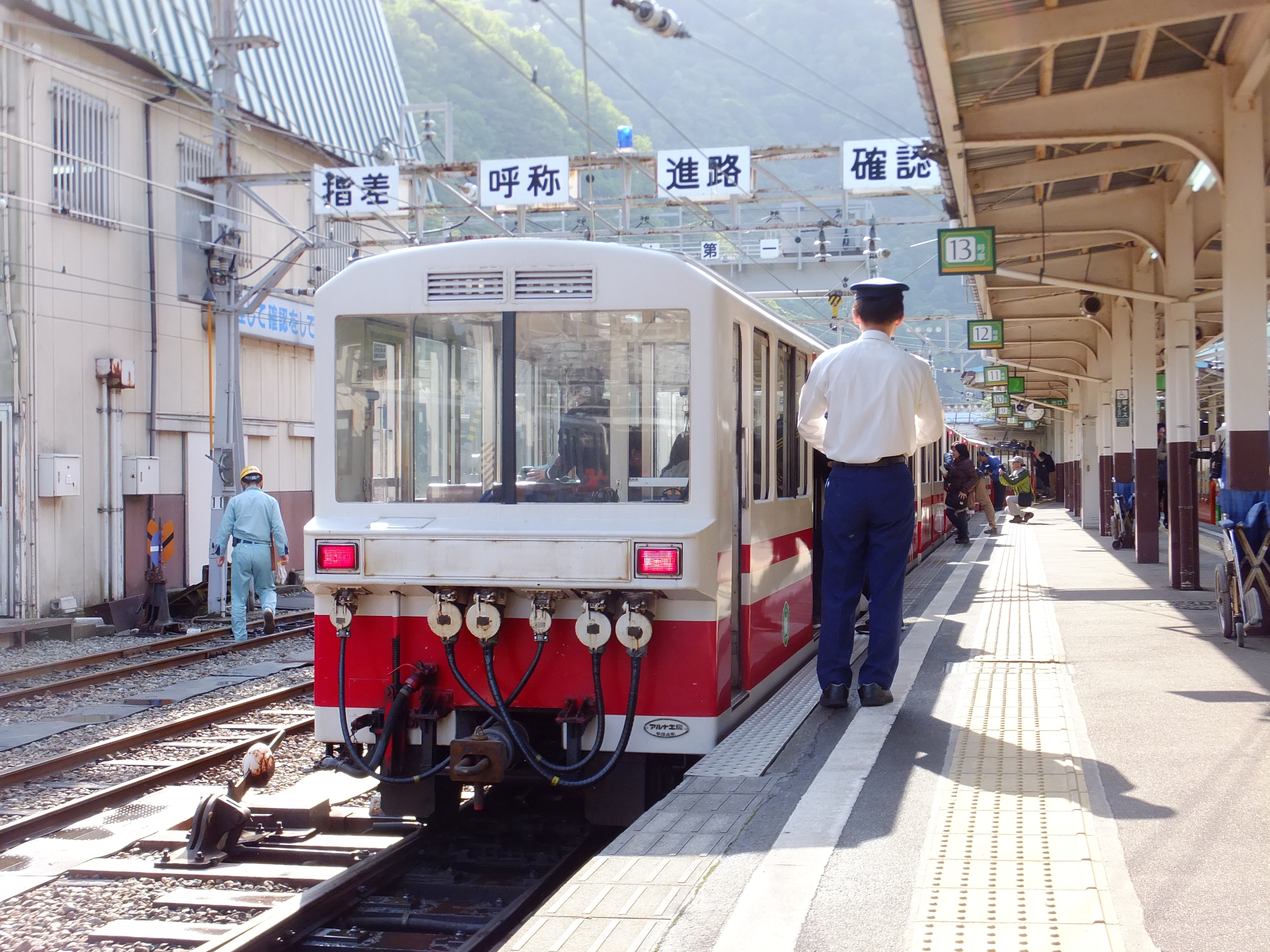
2500形

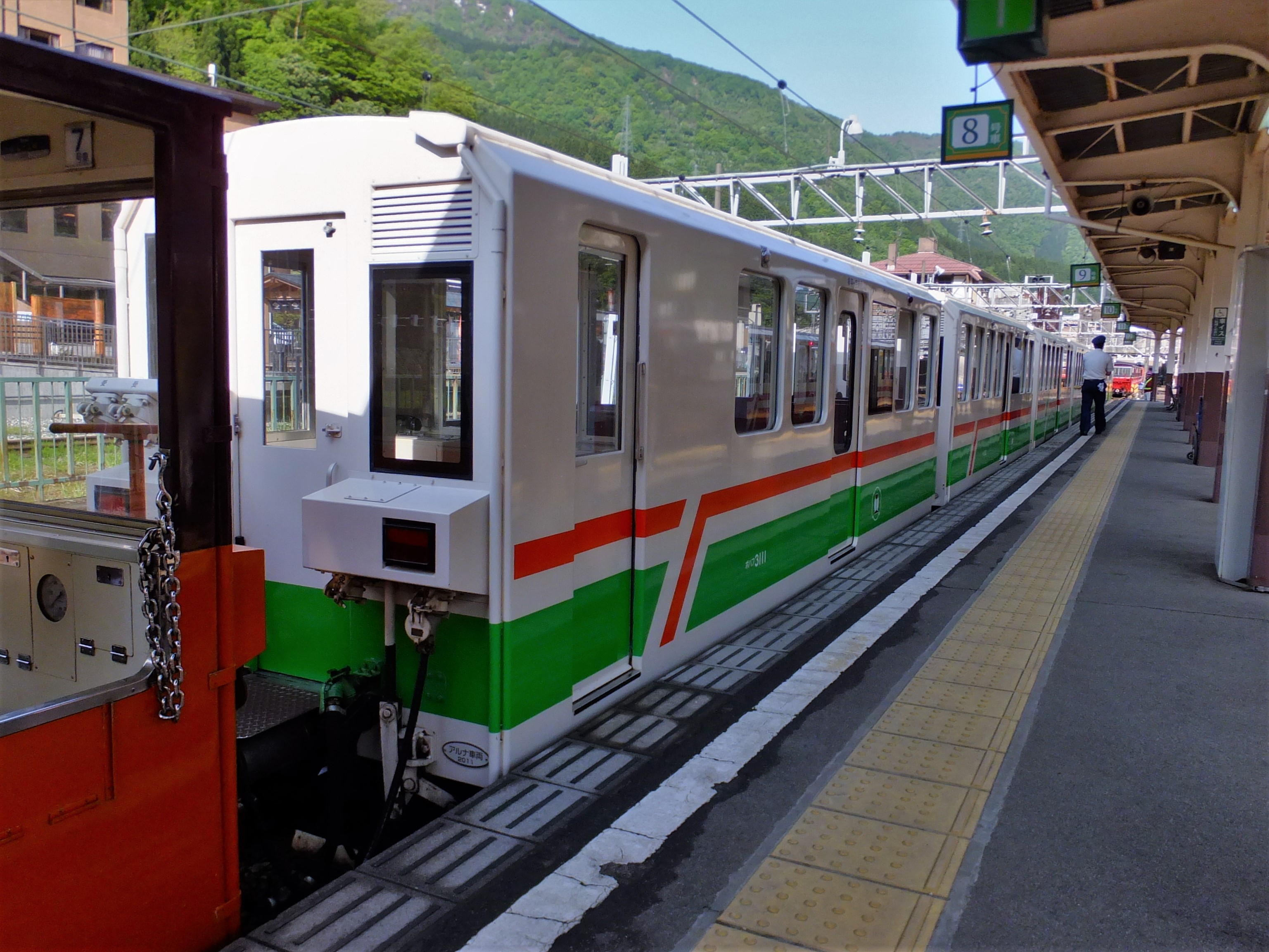
3100形（2011年増備車両）

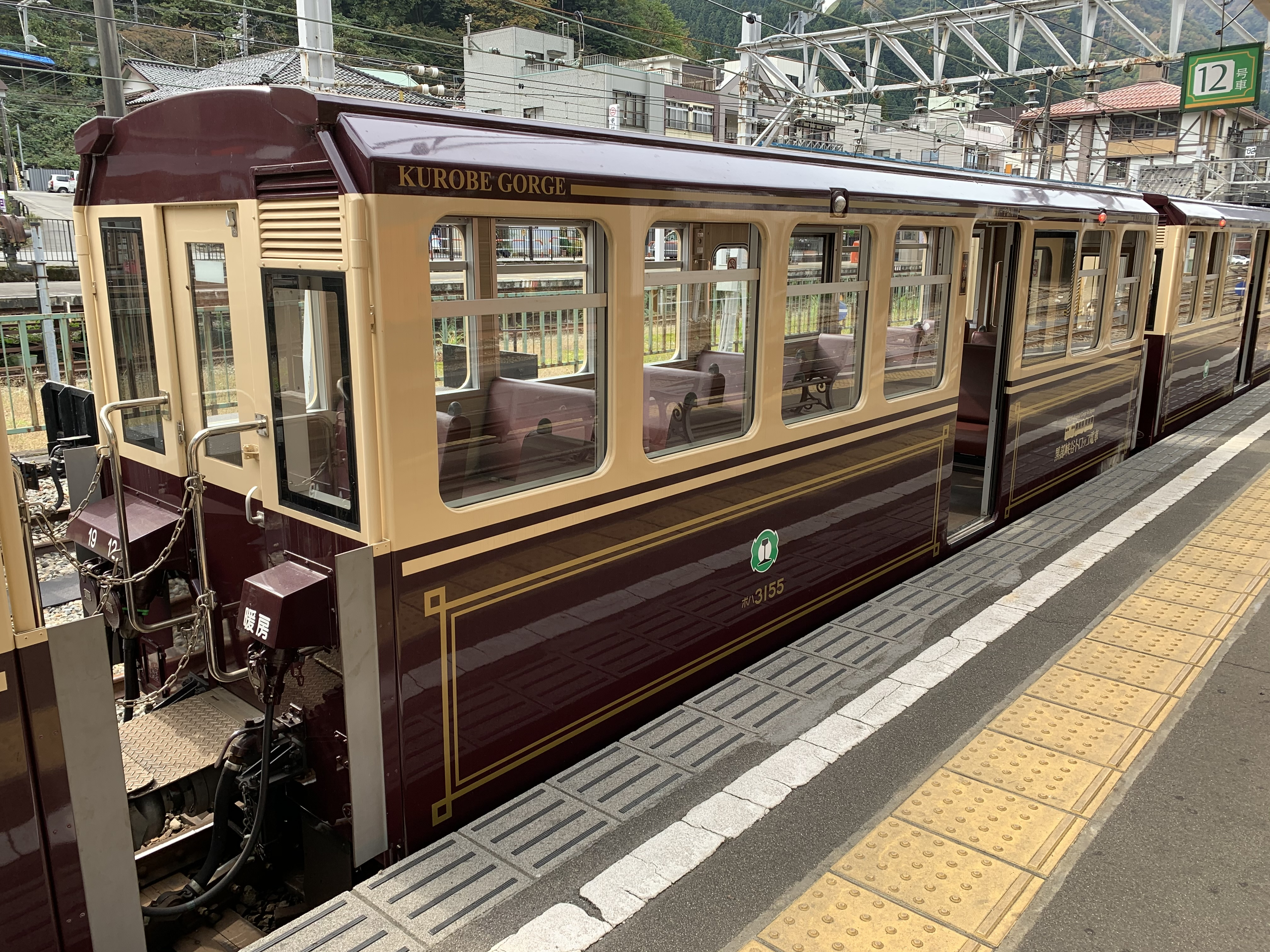
3100形（2019年増備車両）

一般旅客が乗車する客車は、座面だけの座席に屋根が付いた開放型（オープン）の車両と、背もたれの付いた座席にガラス窓とドアが付いた密閉型の車両の2種類がある。以下において特別料金は現用車両が2022年10月現在、過去の車両が最終営業時点のもの。ハ形以外の旅客車はナニワ工機・アルナ車両で製作。

#### 現用車両
- ハ形
  - 2軸車。元々は1925年に貨車として製造されたものを戦後旅客車に改造。民鉄の旅客車の中では「現役長寿」「全長最小」「最軽量」「最小定員」の4部門で日本一となっている[20]。収容能力の関係上、旅客列車ではなく関西電力職員の専用列車に使用されている。
- 1000形（ボハフ1000・ボハ1000）
  - B型（普通客車）と呼ばれる開放型ボギー車で、56両が在籍している。座席は、枕木方向に設置されたシートが7列あり、背もたれは付いていない。乗降用の扉はなく、車両の横から直接乗り降りし、走行中は鎖を渡す。塗色は屋根が茶色、車体がオレンジ色。
  - 諸元[19]
    - 全長：7,060 mm
    - 全幅：1,660 mm
    - 全高：2,250 mm
    - 空車質量：4.1 t
    - 座席定員：27人、7連合計：189人、13連合計：351人
- 2500形（ボハフ2500・ボハ2500）
  - R型（リラックス客車）と呼ばれる密閉型ボギー車で、21両が在籍している。座席は転換クロスシート。塗色は白を基調に赤のラインが配置されたもの。
  - 諸元[19]
    - 全長：7,400 mm
    - 全幅：1,675 mm
    - 全高：2,420 mm
    - 空車質量：4.9 t（ボハ）、5.1 t（ボハフ）
    - 座席定員：21人（ボハ）、18人（ボハフ）、6連合計：120人

  - ボハフ2561・2566・2571・2576・ボハ2552・2553・2562・2572・2573は、2016年4月1日現在、関西電力職員の専用車両である。
- 3100形（ボハフ3100・ボハ3100）
  - 2011年に登場。2500形・2800形と同じくR型（リラックス客車）と呼ばれる密閉型ボギー車で、34両が在籍している。在来車からの改良点として、新たに転落防止柵と、非常用の貫通扉が設けられた。また、13号車のボハフは車椅子スペースが設けられ、バリアフリーに対応した車両となった。塗色も以前の車両とは異なり、白を基調に黄緑とオレンジのラインが配置されたものとなっている。また、2019年に登場した車両は、レトロ調（木目柄）の塗装になった。座席は転換クロスシートで、転倒防止用に掴み手が取り付けられている。
  - 諸元[19]
    - 全長：7,400 mm
    - 全幅：1,675 mm
    - 全高：2,423 mm
    - 空車質量：5 t（ボハ）、5.2 t（ボハフ）
    - 座席定員：21人（ボハ）、15人（ボハフ）、11人（ボハフ車椅子対応）、6連合計：110人

#### 過去の車両

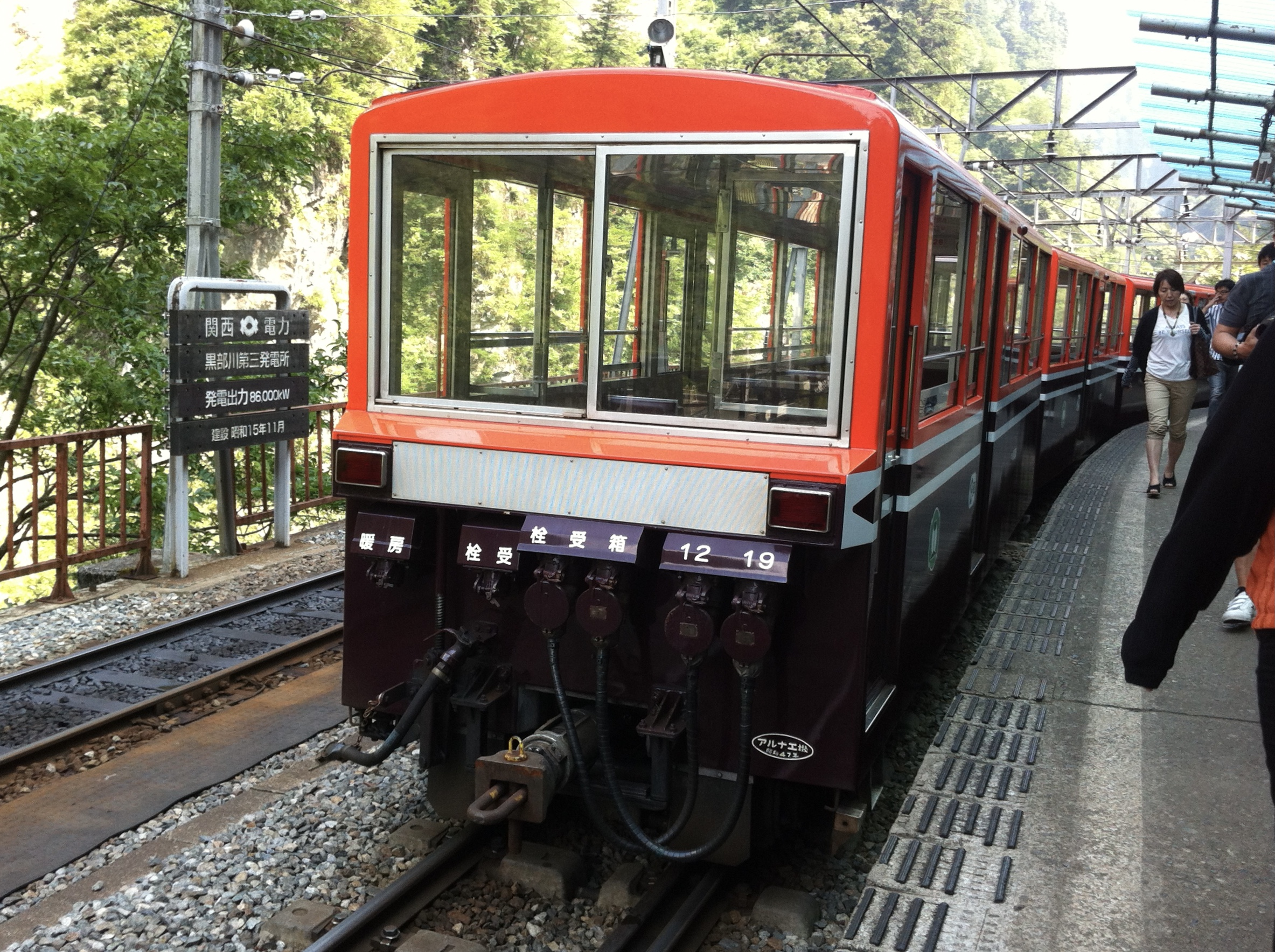
2000形

- 2000形（ボハフ2000・ボハ2000）
  - A型（特別客車）と呼ばれる密閉型ボギー車で、6両が在籍していた。座席は補助席付の固定クロスシート。塗色はオレンジと茶色を基調としたもので、中央に2本の白のラインが入っている。車両の老朽化に伴い3100形への置き換えが進み、2022年をもって廃車・除籍された。
  - 諸元[19]
    - 全長：7,400 mm
    - 全幅：1,675 mm
    - 全高：2,420 mm
    - 空車質量：4.4 t（ボハ）、4.7 t（ボハフ）
    - 座席定員：27人（ボハ）、24人（ボハフ）、6連合計：156人
- 2800形（ボハフ2800・ボハ2800）
  - 2500形の改良型で、側窓が大型化されたほか、屋根の肩部に斜め上を向いた天窓が設けられているのが2500形との違いである。天窓の清掃に難があるなどの理由から6両のみ製造された。のちに天窓は塞がれている。廃車・除籍時期は不明。
  - 諸元[19]
    - 全長：7,400 mm
    - 全幅：1,675 mm
    - 全高：2,420 mm
    - 空車質量：4.9 t（ボハ）、5.1 t（ボハフ）
    - 座席定員：21人（ボハ）、18人（ボハフ）、6連合計：120人
- 3000形（ボハ3000）
  - P型（パノラマ客車）と呼ばれる密閉型ボギー車で、1986年に登場し、1両のみ在籍していた。2000形をベースにした車両だが、従来と異なる塗装を採用、後に2500形に引き継がれた。側窓が2000形に比べて位置が低くなり大型化されたほか、大型のサンルーフも追加された。車内は当初は2000形と同じボックスシートであったが、後に2500形と同じ転換クロスシートとなった。整備上の取扱いに難儀したことから増備は見送られ、さらに運賃上の取り扱いも煩雑になることから、2012年をもって廃車・除籍された。

### 貨車
ナチ形・ムチ形・シ形・オシ形がボギー車、それ以外は2軸単車である。
- ワ形（有蓋車）
  - 1958年製造。当初は火薬運搬用だったが、現在は営業期間中は宇奈月から各駅および関西電力黒部専用鉄道（上部軌道）へ生鮮食料品や新聞などの生活物資を搬入するのに使用されている。2016年12月時点でワ8 - ワ10の3両が在籍。
  - 諸元[21]
    - 全長：3,598 mm
    - 全幅：1,670 mm
    - 全高：1,995 mm
    - 空車質量：2.1 t
    - 積載重量：3.0 t
    - 製造年月：1958年4月 -
- オシ形（大物車）
  - 1926年製造の無蓋ボギー貨車。台車間の床面高さが下げられた低床構造の車体が特徴で、積載量20 tは黒部峡谷鉄道の貨車の中では最大。通常は出平駅に留置されている。2016年12月時点で2両が在籍。
  - 諸元[21]
    - 全長：9,601 mm
    - 全幅：1,670 mm
    - 全高：1,600 mm
    - 空車質量：11.4 t
    - 積載重量：18.6 t
    - 製造年月：1926年5月 -
- シ形（大物車）
  - 1958年製造の無蓋ボギー貨車。闊大物の中でも比較的軽量物の運搬に使用。2016年12月時点で1両が在籍。現在は使用されていない。
  - 諸元[21]
    - 全長：6,361 mm
    - 全幅：1,606 mm
    - 全高：1,269 mm
    - 空車質量：3.7 t
    - 積載重量：5.0 t
    - 製造年月：1958年4月 -
- ムチ形（長物車）
  - 本線のみで使用される無蓋ボギー貨車。かつては大型重機を運搬していたが、近年[いつ?]はあまり運用されていない。2016年12月時点で2両が在籍。
  - 諸元[21]
    - 全長：8,120 mm
    - 全幅：1,674 mm
    - 全高：1,485 mm
    - 空車質量：6.6 t
    - 積載重量：15.0 t
    - 製造年月：1934年5月 -
- ナチ形（長物車）
  - ムチ形同様、本線のみで使用される無蓋ボギー貨車。単独では重機運搬、2両連結で長尺物を運搬する。2016年12月時点で4両が在籍。
  - 諸元[21]
    - 全長：6,000 mm
    - 全幅：1,674 mm
    - 全高：1,836 mm
    - 空車質量：3.3 t
    - 積載重量：7.0 t
    - 製造年月：1934年5月 -
- オチ形（長物車）
  - チ形と共にレール輸送用として使用されている。本線のみで使用される。2016年12月時点で15両が在籍。
  - 諸元[21]
    - 全長：4,537 mm
    - 全幅：1,498 mm
    - 全高：1,574 mm
    - 空車質量：1.8 t
    - 積載重量：3.6 t
    - 製造年月：1926年10月 -
- チ形（長物車）
  - レール輸送用として使用されている。オチ形と異なり関西電力黒部専用鉄道（上部軌道）にも乗り入れできる。2016年12月時点で22両が在籍。
  - 諸元[21]
    - 全長：3,598 mm
    - 全幅：1,660 mm
    - 全高：1,835 mm
    - 空車質量：1.7 t
    - 積載重量：3.6 t
    - 製造年月：1958年8月 -
- オト形（無蓋車）
  - 本線のみで使用される。2016年12月時点で33両が在籍。
  - 諸元[21]
    - 全長：4,672 mm
    - 全幅：1,580 mm
    - 全高：1,270 mm
    - 空車質量：1.8 t
    - 積載重量：3.6 t
    - 製造年月：1958年8月 -
- ト形（無蓋車）
  - 貨車の最大勢力であり、2016年12月時点で73両が在籍。関西電力黒部専用鉄道（上部軌道）にも乗り入れできる。
- 峡谷美人（廃棄物運搬車）
  - 営業期間中の沿線で発生するゴミを宇奈月まで運ぶための運搬車。ト形を改造して輸送コンテナを載せられるようにしたもので、2016年12月時点で4両が在籍。

### 特殊車

#### 現用車両
- 保線車 (2, 3)
  - 保線車2は従来使用されていた保線車の代替として1999年に協三工業で、保線車3は保線車1の代替として2009年に製造された。毎日の営業運転開始前のパトロールや夜間の沿線点検作業で使用されている。車籍を有するため、列車後部に連結され本線を走る姿を見ることもできる。制御方式はHST式。
  - 諸元[19]
    - 全長：4,666 mm
    - 全幅：1,650 mm
    - 全高：2,430 mm
    - 重量：5.6 t
    - 定格出力：39 kW / 2000 rpm
    - 最高速度：25 km/h
- SP-2
  - 春の運転再開準備に使用される除雪用作業車。2016年に導入し、1両が在籍。
  - 諸元[21]
    - 全長：5,585 mm
    - 全幅：1,860 mm
    - 全高：2,480 mm
    - 重量：11.0 t
    - 定格出力：168 kW / 2000 rpm
    - 最高速度：25 km/h

#### 過去の車両
- 保線車 (1)
  - 1986年に従来使用されていた保線車の代替として協三工業で製造された。保線車3の登場により廃車となった。

## 車内案内放送
2009年5月1日より富山県出身の女優、室井滋が沿線の名所案内をするナレーションが車内案内放送で使用されている。リニューアルにあたり2008年10月に室井が体験乗車している。